# Chthonius
Genre
Chthonius est un genre de pseudoscorpions de la famille des Chthoniidae.

## Distribution
Les espèces de ce genre se rencontrent en Europe, en Afrique du Nord, au Moyen-Orient, en Asie centrale et en Amérique du Nord.

## Liste des espèces
Selon Pseudoscorpions of the World (version 3.0) :
- Chthonius absoloni Beier, 1938
- Chthonius agazzii Beier, 1966
- Chthonius alpicola Beier, 1951
- Chthonius apollinis Mahnert, 1978
- Chthonius aquasanctae Ćurčić & Rađa, 2011
- Chthonius azerbaidzhanus Schawaller & Dashdamirov, 1988
- Chthonius balazuci Vachon, 1963
- Chthonius bogovinae Ćurčić, 1972
- Chthonius brandmayri Callaini, 1986
- Chthonius caoduroi Callaini, 1987
- Chthonius caprai Gardini, 1977
- Chthonius carinthiacus Beier, 1951
- Chthonius cavernarum Ellingsen, 1909
- Chthonius cavophilus Hadži, 1939
- Chthonius cebenicus Leclerc, 1981
- Chthonius cephalotes (Simon, 1875)
- Chthonius chamberlini (Leclerc, 1983)
- Chthonius comottii Inzaghi, 1987
- Chthonius cryptus Chamberlin, 1962
- Chthonius dacnodes Navás, 1918
- Chthonius dalmatinus Hadži, 1930
- Chthonius decoui Georgescu & Cǎpuşe, 1994
- Chthonius delmastroi Gardini, 2009
- Chthonius densedentatus Beier, 1938
- Chthonius diophthalmus Daday, 1888
- Chthonius doderoi Beier, 1930
- Chthonius ellingseni Beier, 1939
- Chthonius elongatus Lazzeroni, 1970
- Chthonius euganeus Gardini, 1991
- Chthonius exarmatus Beier, 1939
- Chthonius gjirokastri Ćurčić, Rađa & Dimitrijević, 2008
- Chthonius globocicae Ćurčić, Dimitrijević & Tomić, 2008
- Chthonius graecus Beier, 1963
- Chthonius guglielmii Callaini, 1986
- Chthonius halberti Kew, 1916
- Chthonius herbarii Mahnert, 1980
- Chthonius heterodactylus Tömösváry, 1882
- Chthonius heurtaultae Leclerc, 1981
- Chthonius hungaricus Mahnert, 1981
- Chthonius ilvensis Beier, 1963
- Chthonius imperator Mahnert, 1978
- Chthonius ischnocheles (Hermann, 1804)
- Chthonius ischnocheloides Beier, 1973
- Chthonius italicus Beier, 1930
- Chthonius iugoslavicus Ćurčić, 1972
- Chthonius jalzici Ćurčić, 1988
- Chthonius jonicus Beier, 1931
- Chthonius jugorum Beier, 1952
- Chthonius kladanjensis Ćurčić, Dimitrijević & Rađa, 2011
- Chthonius knesemani Hadži, 1939
- Chthonius lanzai Caporiacco, 1947
- Chthonius latidentatus Ćurčić, 1972
- Chthonius leoi (Callaini, 1988)
- Chthonius leruthi Beier, 1939
- Chthonius lesnik Ćurčić, 1994
- Chthonius lessiniensis Schawaller, 1982
- Chthonius ligusticus Beier, 1930
- Chthonius lindbergi Beier, 1956
- Chthonius litoralis Hadži, 1933
- Chthonius longimanus Ćurčič & Rađa, 2011
- Chthonius lucifugus Mahnert, 1977
- Chthonius lupinus Ćurčić, Dimitrijević & Rađa, 2011
- Chthonius macedonicus Ćurčić, 1972
- Chthonius magnificus Beier, 1938
- Chthonius malatestai Callaini, 1980
- Chthonius mauritanicus (Callaini, 1988)
- Chthonius mayi Heurtault-Rossi, 1968
- Chthonius mazaurici Leclerc, 1981
- Chthonius microphthalmus Simon, 1879
- Chthonius mingazzinii Callaini, 1991
- Chthonius minotaurus Henderickx, 1997
- Chthonius monicae Boghean, 1989
- Chthonius motasi Dumitresco & Orghidan, 1964
- Chthonius multidentatus Beier, 1963
- Chthonius occultus Beier, 1939
- Chthonius ognjankae Ćurčić, 1997
- Chthonius ohridanus Ćurčić, 1997
- Chthonius onaei Ćurčić, Dimitrijević, Radja, Ćurčić & Milinčić, 2010
- Chthonius orthodactyloides Beier, 1967
- Chthonius orthodactylus (Leach, 1817)
- Chthonius pacificus Muchmore, 1968
- Chthonius paganus (Hoff, 1961)
- Chthonius paludis (Chamberlin, 1929)
- Chthonius paolettii Beier, 1973
- Chthonius persimilis Beier, 1939
- Chthonius petrochilosi Heurtault, 1972
- Chthonius pivai Gardini, 1991
- Chthonius ponticoides Mahnert, 1975
- Chthonius ponticus Beier, 1965
- Chthonius porevidi Ćurčić, Makarov & Lučić, 1998
- Chthonius pristani Ćurčić, 2011
- Chthonius protobosniacus Ćurčić, Dimitrijević & Rađa, 2011
- Chthonius prove Ćurčić, Dimitrijević & Makarov, 1997
- Chthonius pusillus Beier, 1947
- Chthonius pygmaeus Beier, 1934
- Chthonius radigost Ćurčić, 1997
- Chthonius radjai Ćurčić, 1988
- Chthonius raridentatus Hadži, 1930
- Chthonius ressli Beier, 1956
- Chthonius rhodochelatus Hadži, 1933
- Chthonius ruffoi Caporiacco, 1951
- Chthonius satapliaensis Schawaller & Dashdamirov, 1988
- Chthonius sestasi Mahnert, 1980
- Chthonius shelkovnikovi Redikorzev, 1930
- Chthonius shulovi Beier, 1963
- Chthonius stammeri Beier, 1942
- Chthonius stevanovici Ćurčić, 1986
- Chthonius strinatii Mahnert, 1975
- Chthonius submontanus Beier, 1963
- Chthonius subterraneus Beier, 1931
- Chthonius tadzhikistanicus Dashdamirov & Schawaller, 1992
- Chthonius tenuis L. Koch, 1873
- Chthonius thessalus Mahnert, 1980
- Chthonius torakensis Ćurčić & Rađa, 2010
- Chthonius trebinjensis Beier, 1938
- Chthonius troglobius Hadži, 1937
- Chthonius troglodites Redikorzev, 1928
- Chthonius tzanoudakisi Mahnert, 1975
- Chthonius vodan Ćurčić, 1997
- Chthonius zmaj Ćurčić, 1997
- † Chthonius mengei Beier, 1937
- † Chthonius pristinus Schawaller, 1978

et décrite depuis :
- Chthonius campaneti Zaragoza & Vadell, 2013
- Chthonius croaticus Ćurčić & Rađa, 2012
- Chthonius makirina Ćurčić & Rađa, 2012
- Chthonius pagus Ćurčić & Rađa, 2012

## Systématique et taxinomie
Les sous-genres Ephippiochthonius, Globochthonius et Hesperochthonius, ont été élevés au rang de genre par Zaragoza en 2017. Il décrit un groupe de genres composé de Spelyngochthonius, Microchthonius, Cantabrochthonius, Hesperochthonius, Neochthonius, Ephippiochthonius, Occidenchthonius, Globochthonius et Chthonius.
Chthonius karamanianus  a été placée dans le genre Zaragozachthonius par Gardini en 2020.

## Publication originale
- C. L. Koch, 1843 : Die Arachniden. Getreu nach der Natur abgebildet und beschrieben. C. H. Zeh'schen Buchhandlung, Nürnberg, vol. 10, p. 37-142 (texte intégral).